# Cheilanthes deboeri
Cheilanthes deboeri là một loài dương xỉ trong họ Pteridaceae. Loài này được Verdc. mô tả khoa học đầu tiên năm 2002.
Danh pháp khoa học của loài này chưa được làm sáng tỏ. 